# Virtuality
Virtuality is een Amerikaans-Canadese sciencefiction-televisiefilm uit 2009 onder regie van Peter Berg. Het is in feite de pilotaflevering van een tv-serie voor Fox die geannuleerd werd. Fox zond de aflevering in juni 2009 uit als een tv-film.

## Verhaal
De Phaeton is 's wereld eerste sterrenschip en werd ontworpen om met lichtsnelheid naar Epsilon Eridani te vliegen, een planetenstelsel op tien lichtjaar afstand. Na zes maanden bereikt het schip met zijn twaalf bemanningsleden Neptunus, het laatst mogelijke keerpunt. Voorbij Neptunus zullen ze versnellen tot lichtsnelheid en niet meer kunnen omkeren. Intussen wordt aan boord ook een realityserie gemaakt over de missie om wat van de 200 miljard USD gemaakte kosten te recupereren.
Elk bemanningslid heeft de beschikking over een virtuele werkelijkheid-module om de lange reis draaglijker te maken. Er schijnen echter fouten in te zitten als hun virtuele karakters geregeld vermoord worden.
Als zich een probleem voordoet met de antenne bereiden commandant Pike en drie anderen zich voor op een ruimtewandeling. Pike raakt echter ingesloten in de sluis en als de buitendeur opgaat komt hij om. Als Rika zijn module opzet komt ze hem tegen in zijn virtuele wereld, waar hij zegt: "Niets hiervan is echt. Volg mij door het vergrootglas en op een trip om de waarheid te kennen".

## Rolverdeling
- Nikolaj Coster-Waldau als commandant Frank Pike, de missiecommandant.
- Kerry Bishé als Billie Kashmiri, informaticus en presentatrice.
- Joy Bryant als Alice Thibadeau, astrobiologe.
- Jose Pablo Cantillo als Manny Rodriguez, astrofysicus.
- Ritchie Coster als Dr. Jimmy Johnson, ingenieur en tweede-in-bevel. Hij zit in een rolstoel.
- James D'Arcy als Dr. Roger Fallon, psycholoog en producent.
- Clea DuVall als Sue Parsons, piloot en boordingenieur.
- Gene Farber als Val Orlovsky, geoloog.
- Sienna Guillory als Rika Goddard, botanicus en microbiologe.
- Erik Jensen als Dr. Jules Braun, navigator en ontwerper van het schip.
- Nelson Lee als Kenji Yamamoto, astrobioloog.
- Omar Metwally als Dr. Adin Meyer, arts.
- Jimmi Simpson, de virtuele moordenaar.
- Kari Wahlgren als Jean, de digitale stem van de boordcomputer.